# Spilococcus prosopidis
Spilococcus prosopidis är en insektsart som först beskrevs av Cockerell 1896.  Spilococcus prosopidis ingår i släktet Spilococcus och familjen ullsköldlöss. Inga underarter finns listade i Catalogue of Life.